# Correios de Cabo Verde

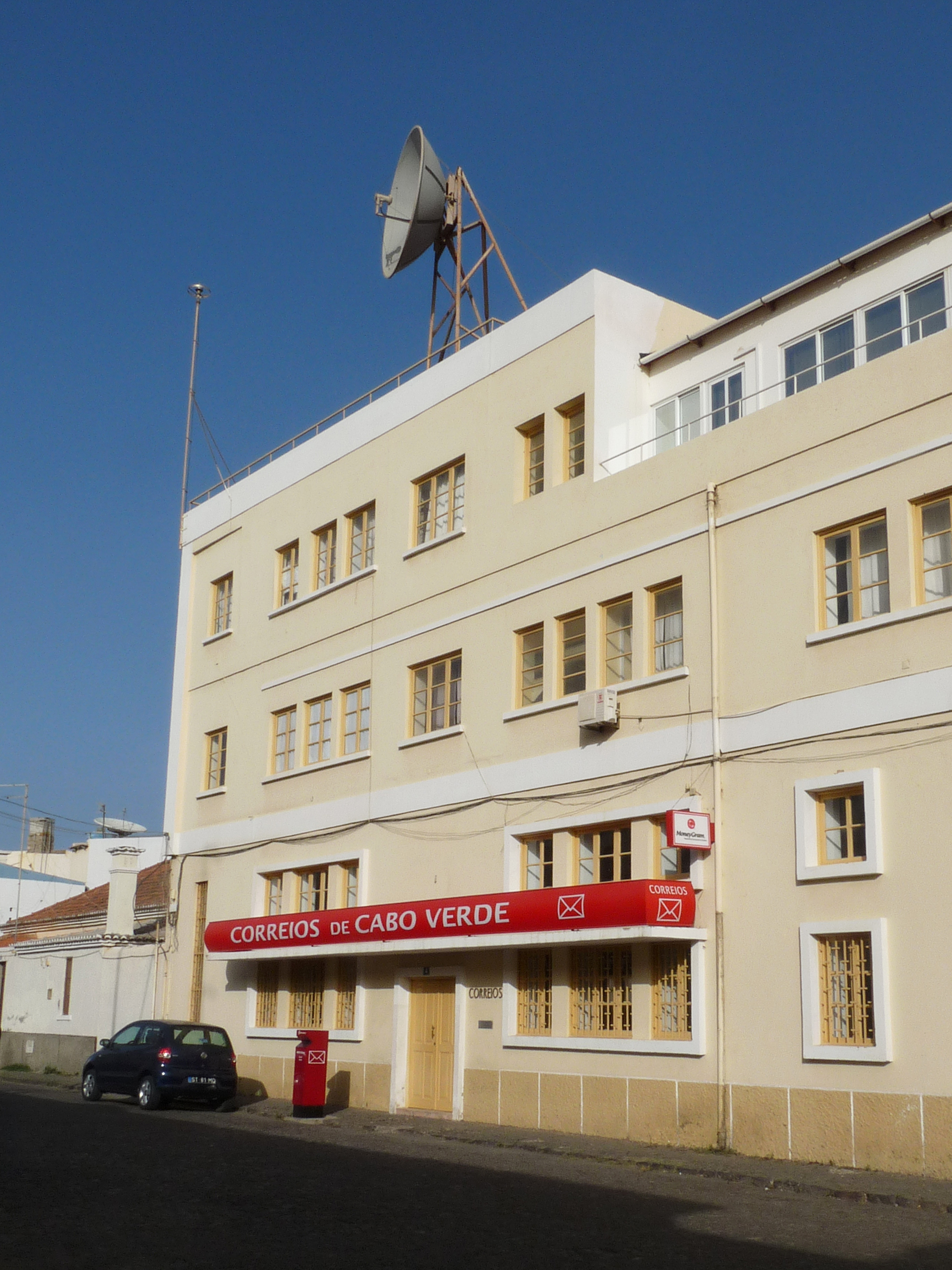
Correos, Praia

Correios de Cabo Verde (kuˈʁɐjuʒ ðɨ ˈkabu ˈveɾdɨ, Abk.: CCV) ist das nationale Postunternehmen in Kap Verde. Der Hauptsitz des Unternehmens befindet sich im Viertel Plateau, dem Stadtzentrum von Praia, in der Rua Cesário Lacerda, nº 2.

## Geschichte
Während der portugiesischen Herrschaft in Kap Verde bis 1975, wurden alle Postdienste von Correios de Portugal (portugiesische Post) erbracht. Das erste Postamt wurde 1849 in Praia eröffnet. Mit dem Gesetz no. 9-A/95 vom 16. Februar 1995 wurde das öffentliche Unternehmen für Post und Telekommunikation (Empresa Pública dos Correios e Telecomunicaçöes, CTT-EP) in zwei Unternehmen aufgespalten: Correios de Cabo Verde und Cabo Verde Telecom. Beide wurden als Gesellschaft mit beschränkter Haftung (SARL) angelegt.

## Straßennamen und Nummern
Mehr als 90 % der Straßen in Kap Verde haben keine Namen. Daher nutzen viele Menschen Community post boxes. Um Haustürlieferungen zu ermöglichen, wurde das Open-Location-Code-System von Google offiziell von der kapverdischen Post übernommen, inklusive eines Systems auf der Homepage der Post, wo der Adressstandort mit persönlichen Daten hinterlegt werden kann.